# Maçãs de Dona Maria
Maçãs de Dona Maria est une freguesia portugaise située dans le District de Leiria.
Avec une superficie de 23,91 km2 et une population de 2 177 habitants (2001), la paroisse possède une densité de 91,0 hab/km2.